# Bugatti Divo
Bugatti Divo je sportovní vůz s motorem uprostřed před zadní nápravou, vyvinutý a vyráběný firmou Bugatti Automobiles S.A.S. Auto je pojmenováno po francouzském závodním jezdci Alberto Divovi, který na Bugatti ve dvacátých letech dvakrát vyhrál závod Targa Florio.

## Výroba
Produkce automobilů Divo je omezena na 40 kusů, auto je vyráběno spolu s Bugatti Chiron a má stejný motor. Všech čtyřicet vozů bylo prodáno ještě před představením veřejnosti prostřednictvím nabídky majitelům aut Chiron, vyprodány byly v prvním dnu.